# Mossey River
Mossey River es un municipio rural canadiense situado en la provincia de Manitoba.

## Superficie
Mossey River tiene una superficie de 1119,96 km².

## Demografía
En 2021, tenía 1450 habitantes, una densidad poblacional de 1,3 hab./km², y 730 viviendas.